# Chrysoprasis nitidisternis
Chrysoprasis nitidisternis är en skalbaggsart som beskrevs av Dmytro Zajciw 1960. Chrysoprasis nitidisternis ingår i släktet Chrysoprasis och familjen långhorningar. Inga underarter finns listade i Catalogue of Life.